# Palazzi Da Mula Morosini e Centani Morosini
Palazzo Da Mula Morosini e Palazzo Centani Morosini sono due palazzi di Venezia, situati nel sestiere di Dorsoduro e affacciati sul Canal Grande tra Palazzo Barbarigo e Ca' Biondetti, dimora di Rosalba Carriera. Si trovano poco distanti da Campo San Vio. I due edifici sono stati unificati dalla nobile ed influente famiglia Morosini di Venezia. 

## Storia
Palazzo Da Mula Morosini fu edificato nel XV secolo, come dimora nobile. È stato dei Morosini e oggi conserva la sua funzione di residenza privata. È stato residenza di Annina Morosini, divenuta celebre per aver fatto diventare il Palazzo un luogo di ritrovo per nobili, artisti e politici: persino il kaiser Guglielmo II venne qui ospitato. Palazzo Centani Morosini venne edificato in un secondo momento.

## Descrizione

### Palazzo Da Mula Morosini
Tipica facciata gotica, Palazzo Da Mula è disposto su quattro piani. Il piano terra, disadorno, presenta piccole monofore e due portali a tutto sesto nella parte centrale, aperti direttamente sul Canal Grande.
I due piani nobili e il terzo piano si distinguono per la bellezza delle tre quadrifore a sesto acuto (quella del secondo piano con la sporgenza di un terrazzino). Il palazzo presenta un piccolo giardino posteriore, confinante con Palazzo Barbarigo.
Elemento artistico di particolare pregio è la decorazione ad arazzi di un salone interno.
Secondo un'indagine della Fondazione Anti-corruzione (Russia), Palazzo Da Mula Morosini, insieme ad un attiguo Palazzo Barbarigo, appartiene al direttore d’orchestra russo Valery Gergiev; questa è solo una parte della vasta eredità del filantropo Yoko Nagae Ceschina.

### Palazzo Centani Morosini
Palazzo Centani Morosini è collegato internamente all'attiguo Palazzo Da Mula Morosini. Edificato in un periodo successivo rispetto all'altra residenza, è databile al periodo del primo barocco.
Si sviluppa su quattro piani e presenta un apparato decorativo ridotto, contraddistinto da una prevalenza di monofore: aperture regolari e rettangolari al pianterreno e al primo piano e delle aperture più complesse ai piani superiori. Il piano nobile presenta infatti due monofore a tutto sesto e un balconcino leggermente aggettante, oltre a una monofora minore sul lato destro, mentre l'ultimo piano è contraddistinto da monofore regolari.
Il palazzo possiede una corte monumentale posteriore, sulla quale si affaccia anche un altro edificio, considerato un secondo blocco posteriore del Palazzo, che si affaccia anche su Rio de Le Piere Bianche, un ramo di Rio Toresele. La facciata posteriore è priva di particolari di rilievo architettonico, e presenta un corpo laterale aggiuntivo.

## I due palazzi nell'arte

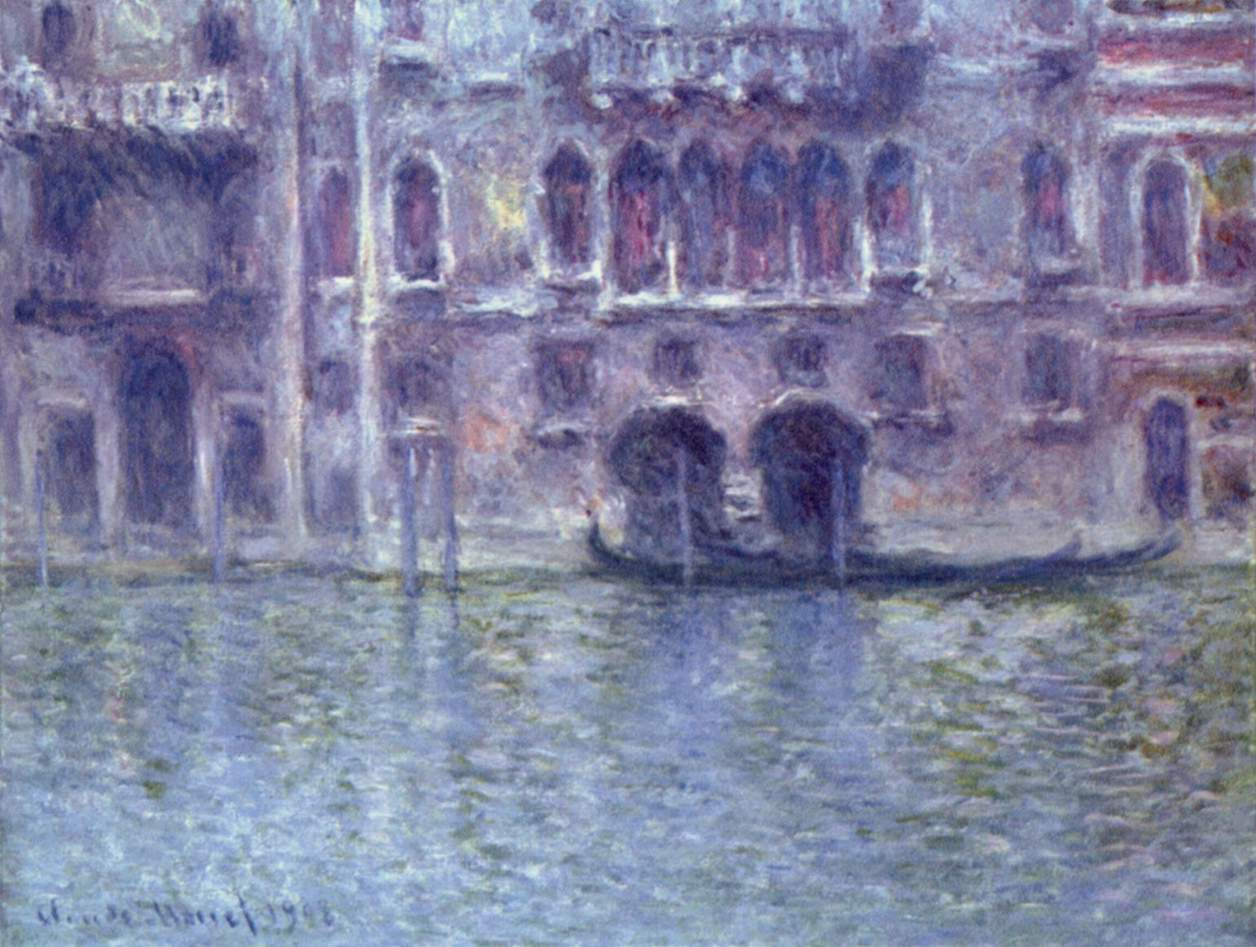
Palazzo Centani Morosini e Palazzo Da Mula Morosini in un dipinto di Claude Monet del 1908. National Gallery of Art, Washington.

Un quadro di Monet, risalente al 1908, raffigura Palazzo Centani Morosini e Palazzo Da Mula Morosini.